# Edward S. Feldman
Edward S. Feldman (* 5. September 1929 in der Bronx, New York City; † 2. Oktober 2020 in Los Angeles, Kalifornien) war ein US-amerikanischer Film- und Fernsehproduzent.

## Leben
Edward S. Feldman wuchs in der Bronx auf und besuchte die dortige DeWitt Clinton High School. Anschließend studierte er an der Michigan State University. Nach seinem Abschluss fing er als Schreiber in der Presseabteilung von 20th Century Fox in Manhattan an. Er stieg schnell auf, war zunächst Kontaktperson für Fanmagazine, dann für Taschenbücher und schließlich für die New Yorker Presse. Unterbrochen wurde seine berufliche Karriere durch einen zweijährigen Militärdienst bei der United States Air Force. Er war stationiert auf der Dover Air Force Base in Delaware.
1959 verließ Feldman Fox und fand eine neue Anstellung bei Paramount Pictures. Für Produzent Ray Stark arbeitete er an der  Promotion für Die Welt der Suzie Wong (1960). Die Zusammenarbeit der beiden passte so gut, dass Stark Feldman überreden konnte, zu Embassy Pictures zu wechseln. Dort wurde er Chef der Werbeabteilung. Zwei Jahre später wechselte er, wieder auf Anraten von Stark, zu Seven Arts Productions. Dort stieg er gleich bei der Promotion des Skandalfilms Lolita von Stanley Kubrick ein. Seiner Mitwirkung war es zu verdanken, dass die National Legion of Decency den Film nicht als „condemned“ (missbilligt) bewertete. Dies hätte verhindert, dass Jugendliche die Kinos hätten besuchen können, damit wäre der Film nicht in die normalen Kinos gekommen. Nachdem Warner Bros. und Seven Arts zusammengelegt wurden, zog Feldman nach Hollywood und begann Filme zu produzieren.
Feldmans erstes Projekt war  Was ist denn bloß mit Helen los? (1971) mit Debbie Reynolds und Shelley Winters. Zu seinen bekanntesten Werken zählen Save the Tiger (1973), Zwei Minuten Warnung (1976), Auf der Suche nach dem goldenen Kind (1986), Green Card – Schein-Ehe mit Hindernissen (1990), Forever Young (1992), die Realverfilmungen von  Das Dschungelbuch (1994), 101 Dalmatiner (1996) und die Fortsetzung 102 Dalmatiner (2000).
Für das US-amerikanische Fernsehen produzierte er ebenfalls Filme, aber auch Miniserien, wie zum Beispiel Die Stunde des Wolfs (1972) und Charles & Diana: A Royal Love Story (1982). Für Die 21 Stunden von München (1976) über die Geiselnahme von München und die Miniserie King über das Leben von Martin Luther King erhielt er je eine Emmy-Nominierung. Für den Film Der einzige Zeuge (1985) war er für den Oscar nominiert. Zwei BAFTA-Award-Nominierungen erhielt er für Der einzige Zeuge und Die Truman-Show. Das Hollywood Film Festival ehrte ihn 2001 für seine Produktionstätigkeit.
2005 erschien seine Autobiografie Tell Me How You Love the Picture.

## Filmografie
- 1971: Was ist denn bloß mit Helen los? (What's the Matter with Helen? )
- 1972: Die Stunde des Wolfs (The Moon of the Wolf)
- 1973: Save the Tiger
- 1975: Die Kehrseite der Medaille (The Other Side of the Mountain)
- 1976: Zwei Minuten Warnung (Two-Minute Warning)
- 1976: Die 21 Stunden von München (21 Hours of Munich)
- 1978: King (Miniserie)
- 1982: Charles & Diana: A Royal Love Story
- 1984: Hot Dog – Der Typ mit dem heißen Ski (Hot Dog... The Movie)
- 1985: Der einzige Zeuge (Witness)
- 1985: Explorers – Ein phantastisches Abenteuer (Explorers)
- 1986: Auf der Suche nach dem goldenen Kind (The Golden Child)
- 1986: Hitcher, der Highway Killer (The Hitcher)
- 1987: Near Dark – Die Nacht hat ihren Preis (Near Dark)
- 1990: Green Card – Schein-Ehe mit Hindernissen (Green Card)
- 1992: Forever Young
- 1994: Das Dschungelbuch (Rudyard Kipling’s The Jungle Book)
- 1994: Daddy Cool (My Father the Hero)
- 1996: 101 Dalmatiner (101 Dalmatians)
- 1998: Die Truman Show (The Truman Show)
- 2000: 102 Dalmatiner (102 Dalmatians)
- 2002: K-19 – Showdown in der Tiefe (K-19: The Widowmaker)

## Werke
- Tell Me How You Love the Picture. New York: St. Martin’s Press 2005. ISBN 0-312-34801-0